# 1-й Капотнинский проезд
Пе́рвый Капо́тнинский проезд — улица, расположенная в Юго-Восточном административном округе города Москвы на территории района Капотня.

## История
Проезд назван по району Капотня. Название утверждено 1 декабря 1967 года. С 1960 г. до этого момента — Красноармейская улица.

## Расположение
Первый Капотнинский проезд начинается от улицы Капотня и идёт на юг. Плавно меняет направление с южного на юго-восточное, а затем и на восточное. Делает изгиб, меняя направление на юго-восточное. После этого проезд переходит в улицу Ивана Гераськина.

## Примечательные здания и сооружения

### Храм Рождества Пресвятой Богородицы в Капотне
Дом № 10 — храм Рождества Пресвятой Богородицы. Храм построен в 1866—1870 годах на месте пострадавшего от урагана деревянного храма. Выполнен в русском стиле; точная дата постройки и архитектор неизвестны. Закрыт в 1938 году, возвращён верующим в 1991 году.
Дом № 11 — Капотнинское кладбище.

## Транспорт

### Автобус
- 54: «Капотня» — метро «Текстильщики».
- 95: «Капотня» — метро «Домодедовская».
- 112: «Капотня» — метро «Братиславская».
- 112э: «Капотня» — метро «Братиславская» (полуэкспресс).
- 655: «Капотня» — метро «Кузьминки».
- 655к: «Капотня» — МЕГА «Белая Дача».
- С6: «Капотня» — Марьинский рынок.

### Метро
Ближайшие станции метро:
- Станция метро «Братиславская» Люблинско-Дмитровской линии.
- Станция метро «Люблино» Люблинско-Дмитровской линии.